# Trigonomma tenuifrons
Trigonomma tenuifrons är en tvåvingeart som först beskrevs av Oswald Duda 1930.  Trigonomma tenuifrons ingår i släktet Trigonomma och familjen fritflugor. Inga underarter finns listade i Catalogue of Life.